# エドワード・リー・グリーン

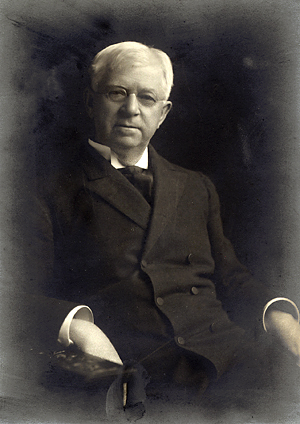
Edward Lee Greene

エドワード・リー・グリーン（Edward Lee Greene, Ph.D.、1843年8月10日 - 1915年11月10日）は、アメリカ合衆国の植物学者。

## 略歴
ロードアイランド州のホプキントンで生まれた。16歳でウィスコンシン州の名門学校アルビオン・アカデミーで学び、スウェーデン出身の博物学者トゥーレ・クムリエン（Thure Kumlien）に教えを受けて植物学に興味を持った。クムリエンと野外調査を行った。南北戦争では1862年に父親、兄弟と北軍側の民兵に加わり、3年間の軍務の間、進軍したテネシー州、ケンタッキー州、アラバマ州でも植物を集めた。
軍務を終えてアルビオン・アカデミーに戻り、1866年に学位を得た。軍務中にミシシッピ川以西の植物の調査をすることを望むようになり、ケンブリッジ大学のエイサ・グレイやセントルイスの植物学者ジョージ・エンゲルマンの助けを借りて準備を行い、1870年から西部の植物調査を行った。1871年にコロラド州にいる時に宗教的な霊感を受けて米国聖公会で聖職者となる教育を受けて、1873年に叙階された。はじめにカリフォルニア州のヴァレーオで牧師になり、その後も南西部各地の教会を訪れる一方、多くの植物の収集を行った。ハナシノブ科のフロックス属の新種Phlox hirsutaも発見した。カリフォルニア州バークレーの聖マルコ聖公会教会の教区牧師に任じられるが、1883年に教義上の迷いから教会を離れた。
1882年からカリフォルニア大学で講義を行い、カリフォルニア科学アカデミーの植物標本館の学芸員になった。
1885年にカリフォルニア大学バークレー校の初代の植物学の教授となった。1887年に雑誌Pittoniaを創刊した。当時アメリカではヨーロッパとは異なる独自の植物の命名法をとっていたが、1992年に国際植物命名委員会に代表の一人として、ジョン・マール・コールター（John Merle Coulter）とナサニエル・ロード・ブリトンとともに参加した。
ヨーロッパ流の命名法に改定を擁護する立場を取ったため、多くの植物学者や大学の学長と対立し、カリフォルニア大学をやめ、ワシントンD.C.のアメリカ・カトリック大学に移り、1895年から1904年まで働いた。その後、スミソニアン協会の植物学の無給研究員となり、著作を行った。グリーンの資料や標本は10年間かけて協会へ移された。

## 著作
- Flora franciscana. 1891–1897.
- Manual of the Botany of the Region of San Francisco Bay. 1894.
- Edward Lee Greene: Landmarks of Botanical History: Part 1. Hrsg.: Frank N. Egerton. Stanford University Press, 1983, ISBN 0-8047-1075-9.
- Edward Lee Greene: Landmarks of Botanical History: Part 2. Hrsg.: Frank N. Egerton. Stanford University Press, 1983, ISBN 0-8047-1075-9.